# 下ネタという概念が存在しない退屈な世界
『下ネタという概念が存在しない退屈な世界』（しもネタというがいねんがそんざいしないたいくつなせかい Shimoneta: A Boring World Where the Concept of Dirty Jokes Doesn't Exist）は、赤城大空による日本のライトノベル。イラストは霜月えいとが担当。略称は「下セカ」。ガガガ文庫（小学館）より2012年7月から2016年2月まで刊行された。第6回小学館ライトノベル大賞ガガガ文庫部門優秀賞受賞作。
コミカライズ『下ネタという概念が存在しない退屈な世界 マン●篇』が柚木N'によって月刊コミックブレイド（マッグガーデン）にて2014年5月号から開始され、同誌休刊後は新創刊された月刊コミックガーデン（同社）にて掲載となり2016年3月号まで連載された。また、月刊コミックブレイドの後継誌のオンライン雑誌・コミックブレイド（同社）でも再掲載された。
テレビアニメが2015年7月から9月まで放送された。

## あらすじ
16年前の「公序良俗健全育成法」成立により、日本から性的な言葉＝下ネタが喪われた時代。憧れの女性であるアンナ・錦ノ宮が生徒会長を務める国内有数の風紀優良校に向かっていた奥間狸吉は、痴漢冤罪になりかけていた轟力雷樹を庇い立てた際、《雪原の青》と名乗るテロリストによる下ネタテロに遭遇する。
入学後、狸吉はアンナの勧誘で生徒会の一員になり、生徒会副会長を務める華城綾女とも親交を持つようになる。しかし、綾女は《雪原の青》と同一人物であることを明かすと同時に狸吉の弱みを握り、狸吉を強制的に下ネタテロ組織「SOX」のメンバーとして迎え入れ、全校集会での下ネタテロを実行させる。以降、狸吉は「SOX」のメンバーとして「下ネタという概念が存在しない退屈な世界」に戦いを挑むようになる。

## 登場人物

### 主要人物
奥間 狸吉（おくま たぬきち）
声 - 小林裕介、山崎はるか（幼少期）
本作の主人公。時岡学園高等部一年生で、時岡学園生徒会役員。また、下ネタテロ組織「SOX」のメンバー・《センチメンタル・ボマー》でもある。
父に下ネタテロリストであった奥間善十朗を、母に善導課の重役である奥間爛子を持つ。下ネタをこよなく愛する父の影響で、「公序良俗健全育成法」制定後に出生した人間でありながら多くの性知識を持つ一方、母や周囲からの影響により、下ネタを含む卑猥な物事を嫌う。そのため、中学時代は濡衣ゆとりと共に、「公序良俗健全育成法」に反する人間たちを捕縛する立場にいたが、「SOX」への加入以降、テロ活動を通して本来の性格である「下ネタを愛する」性格へと変化しつつある様子が見られる。しかし、下ネタへの過剰なツッコミは直らない模様。
アンナ・錦ノ宮への憧れで時岡学園への入学を果たすも、学期毎のテストでは四苦八苦している様子から、学園内において学力はそれほど芳しくないと思われる。しかし、下ネタテロの際には華城綾女をも圧倒する頭の回転を見せ、奇策を弄することで様々なピンチを乗り越えている。また、身体能力も非常に高い。
初期は理想的に健全なアンナに憧れ時岡学園へ進学し、その後は力強さを持つ綾女に憧れ下ネタテロリストとして活動するようなった経緯により、華城撫子から「自分ってもんがない男」と評されたが、鬼頭慶介率いる四大下ネタテロ組織との対抗戦以降、自分の「狸吉」らしい立ち位置を見つけ、綾女の隣に本当の意味で立つことが出来るようになった。しかし、未だに女性への感情の「憧れ」と「好意」の区別はついていない。
後に自分が下ネタテロリストであることがバレてしまい、アンナとの確執が生じるようになるが、紆余曲折を得て和解。新体制派による新政権成立後、二年生に進級し書記と会計を兼ねることになる。
華城 綾女（かじょう あやめ）
声 - 石上静香
本作のメインヒロイン。時岡学園高等部二年生で、時岡学園生徒会副会長。また、世論を賑わす下ネタテロ組織「SOX」の首魁である《雪原の青》（せつげんのあお）の正体。
父に政治家であった遠藤正志を、母に官能小説家の遠藤茜を持つ。両親が理不尽な理由で投獄されたことで天涯孤独の身になり、家族関係を裏工作によって白紙に戻し、華城家に養子として引き取られている。実家は第一清麗指定都市の有名温泉街・朱門温泉の老舗である清門荘（ただし、養子であるため生家ではない）。
その性格は生まれついてから破綻しきっており、胎教で下ネタを聞かされていたのではないかと疑われるほどの下ネタ中毒者。口を開けば低レベルな下ネタが漏れ出し、精神の安定にすら下ネタを用いるほど。その一部はPMの禁止単語に該当するほどストレートなものだが、正志が綾女のために残したPM無効化ケータイ（現在は流通してない旧型の携帯電話を改造したもの）から特定の番号に発信することで、一日につき3分間のみPMの探知を無効化させることが出来るため、この機能を利用して下ネタテロ活動も行っている。「アクシデントで狸吉の男性器を見るまで、本物の男性器を肉眼で見た経験は無かった」など、直接的な性行為に関するものには初心かつ純情な反応を見せる。歪な形で性知識を吸収する氷菓とは嫌い合っているが、利害の一致で協力することもある。
生徒会副会長の華城綾女としては、素の自分を出せないため無愛想な三つ編み眼鏡の女子生徒として、《雪原の青》としては、堂々としたカリスマとパワー溢れる快人物として立ち振る舞っている。しかし、狸吉の存在がなければ心が折れてしまう等、年相応の苦悩を持つ少女としての面を持つ。
同じく生徒会に所属するアンナとは親友であり、ストーカー事件以降豹変してしまった彼女の身を案じている。後にアンナが《雪原の青》の正体に気づいたため、アンナとの確執が生じるようになるが、紆余曲折を得て両者ともに和解している。
新体制派による新政権成立後、時岡学園の三年生に進級し、再び副会長になっている。
アンナ・錦ノ宮（ - にしきのみや）
声 - 松来未祐
本作の裏ヒロイン。時岡学園高等部二年生で、時岡学園生徒会会長。また、時岡学園の生徒代表。
容姿端麗・頭脳明晰・品行方正の三拍子そろった淑女。その美しい生き方は中学校時代の狸吉に大きな影響を与え、狸吉が時岡学園へ進学する切っ掛けとなった。
その麗しい見た目とは裏腹に、柔道の有段者であり、かつ驚異的な身体能力を持つ。そのパワーや瞬発力は常人を遥かに凌駕し、人のぶら下がるロープを持ち上げたり、金属製のドアをエルボーで破壊して吹き飛ばしてしまったり、銃を構えたテロリストから一瞬のうちに銃を弾き飛ばし、数メートルの距離を一瞬で詰めることが出来るほど。
「公序良俗健全育成法」の被害者でもあり、性知識が欠けていることと、善悪の区別を極端に教えられていることから、「愛のために行う行為は全て正しく、正しい行為のためならば何をしても良い」という非常に偏った正義観を持っている。両親や周囲からの教育により、「卑猥」な物事を全て「悪」とする認識を持っており、一切の卑猥を許さない。そのため、親友と想い人のいる「SOX」をはじめとする下ネタテロ組織にも並々ならぬ敵愾心を持っており、対峙した際には一切の容赦をせずに挑みかかっている。
自身へのストーカー事件以降、狸吉へ恋心を抱いているが、性知識を持たないためか情欲と恋愛感情の区別がついていない。しかし、本能的には性行為を理解出来てしまうために、自身の嫌う「卑猥」な行為であるにも関わらず、「自身の愛液を混入させたクッキーを狸吉に振る舞う」「事あるごとに狸吉へ性行為を試みる」など、本能に従い直接的な行動に出ている。また、身体的特徴や臭いによって狸吉を探し出す能力を持っており、同じ町にいれば臭いを辿って狸吉の元へ向かうことができ、その対策のために町ひとつに大規模な清掃を行わなければならなかったほど。上記の理由から奥間狸吉としての姿、《センチメンタル・ボマー》としての姿のどちらでも狸吉を識別することが出来るが、狸吉の嘘と自身の思い込みによって、《センチメンタル・ボマー》を奥間狸吉とは別のよく似た存在と認識しており、人違いによる自身の不貞を無いことにするため、度々命を狙っている。また、ヤンデレ的な一面を持ち、嫉妬を覚えると包丁を持ち出すなど色々と過激な性格をしている。
鬼頭慶介の陰謀が原因で想像妊娠した時、周囲から祝福されなかったことと妊娠していなかった事実は今まで彼女自身が教えられたこと、それと思い描いていた未来図を無惨に打ち砕かれることとなった。その後、「狸吉が下ネタテロリスト」「華城綾女＝《雪原の青》」の事実に気づき、狸吉・綾女との確執が生じるようになるが、紆余曲折を得て和解している。
新体制派による新政権成立後、狸吉が暮らすアパートに引っ越す。轟力、早乙女が卒業した四月以降からは、三年生に進級し、再び生徒会長を務める。
早乙女 乙女（さおとめ おとめ）
声 - 新井里美
時岡学園高等部三年生。また、下ネタテロ組織「SOX」のメンバー。
小学生のような容姿と、老人のような喋り口調が特徴。その見かけによらず、かなりの健啖家。
人々の心を惹きつける天才的な画力で、難関校である時岡学園の美術特待生として在学しており、数多のコンクールを総なめにしている「天才青春画家」。しかし、本人が描きたいものは小奇麗な「青春画」などではなく、人間の本質の欲望を描き出した「春画」であり、「公序良俗健全育成法」によって卑猥な絵画が描けないことに苦悩し、度々スランプに陥っている 。「SOX」メンバーの一員になって以降、「春画家」として「SOX」の性知識流布の核を担う。アンナによる狸吉襲撃以降、手を使わずに口で筆を動かすことによってPM感知を回避する方法を編み出し、その技法によって「SOX」に多くの卑猥なイラストを提供している。
仲間意識がない訳ではないが、絵を描くことを第一にしており、SOXや下ネタテロの活動よりも優先する面がある。実家の意に反して絵を描いて生活している。
夏休みに、美術特待生の剥奪へのプレッシャーと、描きたくても青春画の描けないスランプに陥った隙を慶介に懐柔され、「SOX」から離反し鬼頭傘下へ下るも、「SOX」の面々の活躍を見たことで新たな境地を見出し、再び「SOX」専属の画家として復帰する。
三月を以って轟力と共に時岡学園を卒業した後、画家の道へ歩む。
不破 氷菓（ふわ ひょうか）
声 - 後藤沙緒里
時岡学園高等部一年生で、科学部部長。また、狸吉のクラスメイト。
陰気な性格の理系女子で、白衣を好んで着用している。ぼさぼさ頭・目の下のクマ・抑揚のない口調が特徴。
産婦人科へ通う妊婦に妊娠の方法を訪ね歩いた結果近隣病院の出入り禁止に加えてブラックリストに載せられている。
性の知識に関して常人ならぬ好奇心を持つマッドサイエンティストでもあり、妊娠に関連する一連の知識を探求するために日夜さまざまな物事を観察する。その探究心は並々ならぬ行動力で発揮し、自身へのリスクも厭わないが、他者の意向を無視したり巻き込んで被害が被る行為は及ばない（ただし、相手の同意があれば構わない姿勢を見せる）。また、バスジャックテロにおいて、銃を一瞬にしてモデルガンであると看破するほど観察力も持つ。上記のような見た目と性格から、周囲に良い印象を持たれないが、他者を気遣う発言も多く、バスジャックでの警察への協力や慶介の狸吉拉致に救助に現れるなど、根は良心的である。また、ペットの犬のペスが善導課によって去勢され観察対象としての意義を失っても飼い続け、「ペスを残して死ねない」と語っている。
風紀底辺校出身で性知識豊富と目される狸吉には一方的な接近または接触を行うが、良くも悪くも彼との親交を持つようになっている。綾女とは嫌い合っているが、利害の一致で協力することもある。
谷津ヶ森での事件以降、卑猥な事件に際して一般生徒をまとめる立場となっており、面と向かって協力はしないものの、「SOX」の活動の一助となっている。ただし、ある出来事で「不眠症の疑いがある」と判断されてしまい病院送りになった。その後、二年生に進級し再び科学部長を務める。
轟力 雷樹（ごうりき らいき）
声 - 三宅健太
時岡学園高等部三年生で、時岡学園生徒会会計兼書記。また、アンナの従者的存在。
ゴリラのような顔をした筋骨隆々の大男。妹がいる模様。奥間、華城、月見草、アンナ、鬼頭の先輩であり、早乙女の同期生でもあるため、何かと彼らと関わることが多い。
三月を以って時岡学園を卒業し、医者を目指して大学に進学している。
鬼頭 鼓修理（おにがしら こすり）
声 - 堀江由衣
時岡学園中等部一年生で、下ネタテロ組織「SOX」のメンバー。また、日本中の下ネタテロ組織を多く擁する一大グループ「鬼頭グループ」代表の一人娘でもある。
愛らしい外見と、狡猾で邪悪な性格を持つ「SOX」屈指の頭脳派。その知略は自身の容姿や言動を武器とし、人心を煽り組織を内側から崩すことを得意とする。髪型や髪の毛の色が男性器を意識したものになっている。父から溺愛されているが、その父のおぞましい変態ぶりを見てきたことから心底嫌悪している。
当初はテロ活動に消極的な父親を「腰抜け」と見限り、幼い反骨心と「SOX」ひいては《雪原の青》への憧れから鬼頭家から出奔、偶然会った狸吉を通して「SOX」の協力者となる。しかし、同時期に活動が活発化した下ネタテロ組織「群れた布地」らとの抗争を通して、反社会性がより強い「群れた布地」への憧れを持つようになり、「SOX」を裏切り「群れた布地」の大規模バスジャックテロの手助けを行う。その後、「群れた布地」の裏切りにより窮地に立たされるも、「SOX」の介入により事なきを得た後、《雪原の青》からの粛清を受け、《雪原の青》への絶対の忠誠を誓う。狸吉とは《雪原の青》の隣席を奪い合う仲になっており、三つ上の狸吉よりも頭が良いため、度々狸吉を見下しているが、狸吉の潜在性を底が見えないとして恐れている節もある。
新政権発足後、時岡学園中等部の二年生に進級。奥間と華城を「先輩」、生徒会長のアンナを「師匠」と呼び敬っている。

### 「SOX」メンバー
濡衣 ゆとり（ぬれごろも ゆとり）
狸吉の中学校時代の同級生にあたる少女。また、下ネタテロ組織「哺乳類」および「絶対領域」の現場指揮者で、実質的な代表。
酪農の家系の出身であり、性知識に触れざるを得ない分野であることや、「公序良俗健全育成法」に違反した犯罪者が強制労働として酪農を行うため、酪農を営むというだけで差別を受けてきた過去を持つ。狸吉を超える身体能力と、動物に関する豊富な知識を持つ。胸に関しては「背中に突起物」と揶揄されるほどの貧乳であり、巨乳に対し強い敵意を抱いている。狸吉に好意を抱いているが、自身の粗暴さのせいもあって狸吉への好意は空回りしており、気付いてもらえずにいる。
狸吉がアンナに憧れ時岡学園への進学を決意したことで、酪農家の娘である自分は関わってはいけないと関係を断つも、敵対する下ネタテロ組織のメンバーとして再会。腐敗しきった「哺乳類」と「絶対領域」を背負わされる形で狸吉らと勝負を繰り広げるが、「SOX」らの奮闘を見て再度奮起し、組織丸ごと鬼頭傘下の勢力を抜け「SOX」のサポートへ回る。後に紆余曲折を経て「SOX」メンバーの一員となった。
華城 撫子（かじょう なでしこ）
朱門温泉の老舗「清門荘」の女将にして、綾女の後見人。また、「SOX」の協力者の1人。
普段は丁寧で穏やかな女将だが、本性は元レディースの女傑。乱暴な口調で喋り、有無を言わせぬ肉体言語と強要で「SOX」メンバーに修行をつける。また、頭の回転も早く、慶介の策謀や温泉街のテロへの不満を利用する形で、「SOX」のテロ組織としての強化を図った。
夫の影響で混浴が好きで、「公序良俗健全育成法」制定後は禁止されている男女混合風呂をひそかに旅館内に作っている。また、混浴は男も女も自分の体面を気にせず中身を見せられる場と考え、性的な考えを持つことを嫌っており、男女混合風呂で興奮する人間を礼儀知らずとして鉄拳制裁を加える。
花園 敬子（はなぞの けいこ）
清門荘の従業員。また、「SOX」の協力者の1人。
レディース時代から撫子の妹分としての付き合いを持つ。撫子と同じく「SOX」メンバーに修行をつける。
マスター
声 - 清川元夢
綾女行きつけの喫茶店店主。また、「SOX」の協力者の1人。
老紳士然とした風貌とは裏腹に、気前もノリも良い好々爺で、喫茶店らしからぬ料理も得意。運営する店内には防音設備の整った個室が複数用意されており、密談をするにはうってつけの環境になっている。
アニー・ブラウン
有名大学を飛び級で卒業した天才少女。海外の技術大使でもある。
裏の顔は、国際的な卑猥撲滅組織「セクシャリティ・ノー」の反勢力の頭目。日本に近い「ある国」にある、古き良き日本のエロを凝縮・保存している「日本村」を活動の拠点にしている。
PMの技術向上や海外輸出のために招聘されたが、遠藤茜の作品のファンであるせいもあり、拙い日本語は卑猥なものばかりのため、爛子も大きく頭を悩ませている。狸吉を気に入り、彼に積極的なアプローチを行う。
剝栗らら子
「ヘルサウンド脱獄事件」により性規制が格段に厳しくなり、閉塞感に包まれた日本において、ガス抜きとして大量投入されたタレント「健全アイドル」の1人で、トップクラスの人気を誇っている。
性知識は一切ないが、実はどうしようもない露出癖の持ち主で、たまたま狸吉に裸を見られた際に絶頂して気絶し、アジトで匿われた。
その後善導課に救出されるも「SOX」により性知識を身につけていたため、監禁されそうになったところを狸吉に救われ、彼に好意を寄せるようになる。

### 時岡学園
びんかんちゃん
声 - 小倉唯
アニメオリジナルキャラクター。また、時岡学園高等部の女子生徒で、狸吉のクラスメイト。本名は「感見 敏子（かんみ さとこ）」。
控えめな容姿と性格の持ち主で、舌足らずな口調が特徴。物事に敏感に反応しやすく、アンナと同じく本能的には性行為を理解出来てしまう。狸吉と同じアパートの真下の部屋に住んでいる。
基本的にモブキャラクターとして登場している。また、ストーリーには直接関係しないものの、毎回必ず1シーン1セリフの出番があるマスコットキャラとしても活躍している。

### 下ネタテロ関係者
奥間 善十朗（おくま ぜんじゅろう）
声 - 斧アツシ
伝説の下ネタテロリスト。また、奥間狸吉の実父。
元々は我が子や妻の前でも日常的に下ネタを振る変態親父だが、狸吉にとっては愛情深い父親だった。「育成法」成立に真っ向から異を唱えて下ネタテロを相次いで敢行、最後は国会議事堂に多量のコンドームを撒き散らして逮捕され伝説となった。
原作終盤では、ヘルサウンドの東エリアのリーダーとして登場。投獄された綾女から狸吉の現状を聞くと同時に、綾女の狸吉への想いに気付き、他の囚人たちと下ネタを交えながらひやかした。また、遠藤正志とは友人であり、最後のテロ行動は彼が投獄されたことで自暴自棄になって行ったことだと明かした。狸吉たちと共に脱獄した後は、爛子と対峙する狸吉に助力し、一応和解を果たした。
鬼頭 慶介（おにがしら けいすけ）
日本最大規模の貿易商社「鬼頭グループ」代表。また、鬼頭鼓修理の実父。
日本中の下ネタテロ組織に支援を行う巨大なパトロンでもあり、その権力は四大下ネタテロ組織と呼ばれる国内屈指のテロ組織を全て傘下に収めるほど。また、各界にも大きな影響力を持つ。
娘の鼓修理同様、その性格は狡猾にして悪辣。建前は、健全な生育のための性知識の流布を目的とした下ネタテロの援助を行っているとされるが、その本質は性的な出版物等を自身の手元に集め、「公序良俗健全育成法」の崩壊以降に莫大な利益を得るためのものであり、「性」を知識として受け入れることを正とする「SOX」らの主張と正反対の、「性」を良くないものとして弾圧することを助長するテロ活動を援助している。ちなみに、その際の格好や行動があまりにもおぞましい変態のため、鼓修理のトラウマとなっている。
話術と策謀を駆使して多くの下ネタテロ組織の内部腐敗を助長させ、鬼頭傘下の勢力を増やし続けた。自身の計画の邪魔と思われる「SOX」壊滅のために様々な策を弄するが、狸吉＝《センチメンタル・ボマー》の潜在性を度外視し《雪原の青》のみに目を向けていたため敗北。その後、狸吉を本当にマークすべき人物と定め、虎視眈々と機会をうかがう。「SOX」のトラブルから隙を見て、狸吉とアンナの不純異性交遊による「SOX」壊滅を計画したが、妨害により失敗に終わった。
《頂の白》（いただきのしろ）
声 - 成田剣
下ネタテロ組織「群れた布地」の頭目。全身に女性用の白い下着を巻きつけた怪人物。本名は「一之瀬 琢磨（いちのせ たくま）」。
「最上位の変態（ハイクラス）」とされる筋金入りの変態。自分と同じ下着を愛する性癖の持ち主をまとめ上げて「群れた布地」を指揮しているが、その部下をして「頭おかしい」と評される。
自身の欲求のためにテロ活動を行い、その大義名分のために「SOX」の名を使ったために「SOX」と敵対。多くの構成員を「SOX」の策略によって善導課に捕縛され、最終手段として大規模な同時バスジャックテロを敢行。最終的に、「SOX」と時岡学園風紀委員会の協力体制に敗れ、逮捕された。ただし、孫文一家と名乗る中国の国際的犯罪組織が暗躍しており、善導課などが警戒している。
《羅武マシーン》（らぶマシーン）
下ネタテロ組織「ベーコンレタス母の会」の代表。常に脳内でボーイズラブの妄想を繰り広げる筋金入りの貴腐人（腐女子）。「最高位の古代変態（ハイ・エンシェント）」の一角。
豪奢なドレスに仮面をつけ、なぜか頭にはブラジャーを何重にも重ね乗せているという奇怪な恰好をしている。また、自己紹介も謎のカップリングを次々に叫び、自己満足に浸るという理解不能な行動をとる。中学生時代から圧倒的な妄想力を持ち、「同人即売会にて出版したボーイズラブに関する出版物が強烈な内容のため、何年も経ってなお、時岡学園を初めとするさまざまな女性に影響を与える」など、その力は計り知れない。
表の顔は育成法担当の雑誌記者として働いている3児の母。娘たちは相当な腐女子となっている。
《禁欲の魔人》（きんよくのまじん）
下ネタテロ組織「震撃の尻」の代表。和服を着た壮年男性。「最高位の古代変態（ハイ・エンシェント）」の一角。
仏僧めいた出で立ちをしているが、その実態は煩悩を捨てきれない破戒僧。オナ禁が過ぎて卑猥な妄想を抱え込んでいる。
若頭五人衆（わかがしらごにんしゅう）
下ネタテロ組織「震撃の尻」の上位構成員たち。べろべろ山田、くちゅくちゅ佐藤、ずこばこ高木、どぴゅどぴゅ小島、びくびく田中の五人で構成されたチーム。
全員スーツとサングラスをつけた三十路過ぎの男性で、ハイテンションな言動を取る。また、息が合ったコンビネーションを武器にしている。
《乳を愛でる者》（ギガバスター）
下ネタテロ組織「哺乳類」の前代表。表向きは巨乳好きとされるが、実は貧乳好き。
濡衣 ゆとり（ぬれごろも ゆとり）
#「SOX」メンバーの項を参照。
《二足歩行の獣》（にそくほこうのけもの）

《二足歩行の社畜》（にそくほこうのしゃちく）

アニー・ブラウン
#アニー・ブラウンの項を参照。
アンディ & フランク

### 善導課関係者
ソフィア・錦ノ宮（ -  にしきのみや）
声 - 大原さやか
アンナ・錦ノ宮の母。全国のPTA組織の元締めで、公序良俗健全育成法の成立に尽力した政治家の妻。
アンナの母に相応しい身体能力と苛烈な内面の持ち主。夫の祠影との夫婦関係は表面上良好であるが、彼との隔たりが徐々に顕在化しつつある。奥間爛子とは学生時代からの親友。
H禁止法を市民サイドから支援している張本人でもあり、成立前に向けてアンナに学園の風紀を厳しく取り締まるように言い聞かせている。自身の教育がアンナに悪影響をおよぼしていることに気づいていない。しかし、感情的かつ頭が固いものの、子どもへの健全な育成と言う動機に偽りはなく、金子玉子の政策に強い反感を覚え、「SOX」と一時的に協力体制を結んだことがある。
奧間狸吉に対するアンナの行動を知った際、アンナのことを否定してしまい、それが原因でアンナとは険悪な関係となり、罪の意識に苛まれ心神喪失状態となる。藻女とSOXとのラストバトルに乱入し、永世賢者スイッチを奪うが、SOXのメンバーやアンナの説得により彼らと和解、覇気を取り戻した。新体制派による新政権が発足した後、政界を引退した。
錦ノ宮 祠影（にしきのみや まつかげ）
声 - 飯島肇
アンナ・錦ノ宮の父。公序良俗健全育成法の成立に尽力した政治家。
公序良俗健全育成法の制定には、国の情報力を牛耳ることを目的としており、それを利用して国民の監視できるPM着用を義務化させている。その一環として、綾女の実父を陥れた。ソフィア同様、自身の教育がアンナに悪影響をおよぼしていることに気づいていない。
妻のソフィアからは「マーくん」と呼ばれている。意見が対立すればソフィアから容赦ない仕打ちを受けている。
自身の政策のため、3人の後継者を育てつつ後を任せ、自身の失脚を辞さずに行動を開始する。冤罪等による犠牲も多く、決して善人とは言えないが目的のために保身も投げ捨てて行動しており、ある意味で実直な政治家である。
「公然猥褻病」という下ネタに触れることにより発症するというまやかしの病にかかったふりをして善導課に自分自身が捕まることによって管理の強化を加速させ、健全社会をより強固でがんじがらめのものにしようとするが、最終的には失敗に終わった。後に新政権が発足したのを最後に、ソフィアと共に政界を引退した。
月見草 朧（つきみぐさ おぼろ）
声 - 上坂すみれ
善導課所属の風紀委員。また、卑猥取締り官の統括者兼アンナの護衛隊。
一見すれば艶やかな長髪の女性に見られる男性。祠影ら政府上層部が管理する施設で「教育」を施された人間であり、他者の言動に優先順位がない限り、誰の意見でも言葉通りに受け取り実行する機械のような人格を持つ。卑猥な知識を所有しているが、日用品の用途を性知識に当てはめるなど、偏重に認識がズレている。その境遇のため、感情の機微がないながらに人間としてランクが低いと言う認識が、一人の人間として敬意を持つアンナとの生活は、彼の内面に変化をもたらす。その後、錦ノ宮を嵌める命令を、狸吉がアンナに迷惑をかけないよう助言されたことで彼女のためとなるよう自我が発達し、自分で判断して動くようになる。
轟力らが卒業して以降もアンナ・錦ノ宮の護衛を司っており、長かった髪を切り、服装を一新させ、狸吉が暮らすアパートに越してくる事になった。アンナ曰く「執事として、生徒会長の職務をサポートする立場にある」としている。
奥間 爛子（おくま らんこ）
善導課による卑猥物押収を現場で統括する幹部職員。また、奥間狸吉の実母。
一般の警察官から抜擢されたエリートであり、その苛烈な取締から 《鋼鉄の鬼女》 と恐れられている。170cmを越えるタッパと左頬の大きな古傷、サディスティックな三白眼が特徴。また、暴力的な本性を自ら露呈させる面がある。名前をネタにからかわれた学生時代の経験から、卑猥を許せない。暴走モードのアンナと互角の戦闘能力を持つ。
ソフィア・錦ノ宮とは学生時代からの親友。後にソフィアの娘であるアンナと対面し、アンナとの親交を持つようになる。
原作終盤では、ヘルサウンドの暴動に関与した狸吉と善十朗に容赦ない制裁を行うが、息子と夫には愛想を尽かしていなかったこともあり一応和解する。
金子 玉子（かねこ たまこ）
与党所属の国会議員。また、PTAの幹部。
「セクシャリティ・ノー」と係わりを持ち、卑猥物の単純所持を禁じる「子供を犯罪の被害から守り健全に育てる条例」の成立に奔走する。そこから偽りの病気「こうのとりインフルエンザ」を発表し、人工授精を目的とした「ラブホスピタル」を建設し、優秀な遺伝子による懐妊や出産を、国で管理することを目論んでいたが、議員からは「頭おかしい」「最低だ」等の非難を浴び、完成することはなかった。
新政権発足後は、国会の議長になり、こうのとりインフルエンザと、ラブホスピタルの廃止を決定し、公序良俗健全育成健全法の廃止も視野に入れている。

### その他の関係者
遠藤 正志（えんどう まさし）
声 - 川田紳司
綾女の実父。元政治家。
綾女の性癖に理解を示し、PM無効化ケータイをプレゼントした。10年前に無実の卑猥な罪により投獄される。
原作終盤にて、ヘルサウンドの南エリアのリーダーとして登場。綾女を救出に来た狸吉達と対立しかけるが、結局行動を共にし、脱獄の手助けをした。
60歳以上の女性が性的対象のババ専で、茜とは所詮できちゃった結婚で結ばれた夫婦関係だったため、茜が10年経っても老けていないことにショックを受けていた。茜と綾女を愛しているが、二人からはぞんざいな扱いを受けている。
遠藤 茜（えんどう あかね）
綾女の実母。官能小説家（P.N.は「肉バイブ」）。童顔で小柄な体格のため、一児の母とは思えぬ容姿の持ち主。
「公序良俗健全育成法」施行前から過激な性的表現を取り入れた創作活動を行っており、その作風は綾女に影響を与えた。「公序良俗健全育成法」施行後も過激な創作を止めなかったために逮捕される。
原作終盤にて、ヘルサウンドの北エリアに厳重に隔離された状態で登場。絶えず作品のアイディアを話しており、その言葉は変態度の高い者以外に精神的ダメージを与える毒電波と化している。
綾女とは彼女が物心つく前に生き別れていたが、再会した時には指を使った下ネタジェスチャーで意気投合した。一方、正志にはぞんざいな態度を見せている。
ソラ ＆ ウミ
《羅武マシーン》の実娘達で、双子の中学生姉妹。また、下ネタテロ組織「ベーコンレタス母の会」の協力者。
母親譲りの腐女子の性癖を平気で見せるため、狸吉からは「腐多子」呼ばわりされている。狸吉を同性愛者扱いしており、彼を題材にしたBL妄想を行っている。
リク
《羅武マシーン》の実娘で、ソラとウミの妹。また、下ネタテロ組織「ベーコンレタス母の会」の協力者。
母親・姉達同様の腐女子だが、GLに興味を持っている。ウミとソラのことを「お姉さま」と呼ぶ。
藻女（みずくめ）
地下国会図書館にいる謎の女性。眼帯を付けた遊女風の美女。
その正体は錦ノ宮祠影の側近であり、正当な営みで生まれた自分を汚れたものとして排した世界に復讐することを目論んでいる。そのための「英雄候補」の1人として目をつけた奧間狸吉に歪んだ恋愛感情を抱き、彼を我が物にせしめんとする。裏の世界で絶大な権力を持っており、それを利用し暗躍していた。永世賢者スイッチを作りあと少しで計画が完遂するというところで、SOXに妨害され失敗、最終的に和解した。
チンアナゴ / ニシキアナゴ
アンナのストーカー事件で負傷し入院した狸吉のお見舞いに来た不破からプレゼントされた。「チンチ」というあまりありがたくない名前をつけられている。
アニメでは時折鳴き声を発するがキャラクターボイス（CV）は「大人の事情」という名目で不明となっている。

## 用語
公序良俗健全育成法（こうじょりょうぞくけんぜんいくせいほう）
日本から「汚らわしい物」「性的な物」を排除し、健全なる風紀を手に入れようとするための法律。いわゆる児童ポルノだけでなく、成人の性的な描写すらも完全に排除される。
作品内では16年前に施行され、執拗なまでの法整備と超小型情報端末PM（後述）による監視システムの確立により、着実に成果を上げてはいるが、その代償として若者達は「性とは何か」という本能的なことまで無知になってしまっており、かろうじて施行前に性的なことを知り得た年代（中年より上）は裸の女性の写真を見て興奮できるが、施行以後に生まれた世代はその写真の意味するところまで理解不能に陥っている。
その弊害として、性教育すらまともに行われないので子作りすら出来ない世代による少子化、そこに付け込んだ人工授精に対する政府の出産管理計画等の問題が生じている。
作品内の現代日本において不健全図書・データの類はほとんど現存していない。数十年前のPMの普及により、上質なユビキタス社会が実現し、紙の本の時代は終焉を迎えた。不健全図書の類も全て電子データ化され、その流通市場は完全にネット上に移行した。出版社が公的に保存していた一部の『物質的不健全図書』すなわちエロ本も全て廃棄処分された。そして、そのタイミングを見計らったかの様にPM装着義務化の法案が可決され、匿名性を利用した不健全画像のネット流布が不可能となった。さらに政府はこの世から不健全画像を撲滅するために、個々がPMに保存していたデータを一斉フォーマットで消去するという最後の行動に出たのである。
新体制派による新政府の誕生とともにこの法律が廃止。善導課は存続される事になる。
PM（ピースメーカー）
作品内では25年前に導入され、日本のユビキタス社会化を急速に発展させた、インターネット・音声通信・動画や写真の記録、本の閲覧等が可能な超小型情報端末。首輪と腕輪のセットで構成され、装着者の会話・行動・手の動きまで追跡（トレース）し、卑猥な言葉と行動（性的な行動はもとより、エロ絵の創作）を国家で監視するため、全国民に常時装着が義務化されている。腕輪にはスマートフォンと同じ機能も搭載されており、通話・ネット接続・撮影も可能（もちろん規制および監視されている）。表示はホログラム式である。
16年前に公序良俗健全育成法の制定時に政府はこのPMを介した監視システムを構築した。禁止ワードをうっかり口にしたり、性的な行動を取ると直ちにPMが反応し、善導課（警察内に作られた新組織）に連絡が行き、補導・逮捕される。そのため、市民が性的な内容の会話をする時は代替単語（例：チ○コ→マツタケ）・寸止め（例：チン…）・学術的な用語などでPMの感知から辛うじて逃れている。
新体制派による新政権が発足されると同時に廃棄になった。
H禁止法（エイチきんしほう）
公序良俗健全育成法をさらに推し進めるための法案。PMの動向を完全に監視し、記録を義務付けようとするもの。全ての会話と行動が監視されるため、国民の自由は完全になくなることになる。実現・施行されれば装置は股間に着けられることになっており、政府が個人の性行動まで規制する「貞操帯」である。しかし、新体制派から「危険すぎる」「この法案は白紙に戻すべき」と問題視され廃案にされた。
地下国会図書館（ちかこっかいとしょかん）
大量のAVとそれの使用者リストが眠っており、名の知れた政治家なども名を連ねているため国家機密とされている。
藻女が管理している。
ヘルサウンド
下ネタテロリストのなかでも特に凶悪な者たちが収容されている監獄。
電撃PM
「公然猥褻病」の感染を未然に防ぐという名目で導入された電撃貞操帯。勃起や愛液の分泌に反応して電撃を流す。排泄時（こまめに申請すれば入浴時も）のみ外すことができる。
当然、弊害として日本では何ヶ月も子供が産まれてていない。
北の大地
「公然猥褻病」に感染したとされる人々が隔離されている場所。

## 評価
第6回小学館ライトノベル大賞ガガガ文庫部門にて優秀賞を受賞した。同賞でゲスト審査員を務めた畑健二郎は本作を以下のように評している。

## 既刊一覧

### 小説
- 赤城大空（著） / 霜月えいと（イラスト） 『下ネタという概念が存在しない退屈な世界』 小学館〈ガガガ文庫〉、全12巻
本編
  1. 2012年7月18日発売[17]、ISBN 978-4-09-451352-3
  2. 2012年11月20日発売[18]、ISBN 978-4-09-451376-9
  3. 2013年4月18日発売[19]、ISBN 978-4-09-451407-0
  4. 2013年8月20日発売[20]、ISBN 978-4-09-451432-2
  5. 2014年1月17日発売[21]、ISBN 978-4-09-451463-6
  6. 2014年5月20日発売[22]、ISBN 978-4-09-451485-8
  7. 2014年9月18日発売[23]、ISBN 978-4-09-451511-4
  8. 2015年2月18日発売[24]、ISBN 978-4-09-451536-7
  9. 2015年6月18日発売[25]、ISBN 978-4-09-451555-8
  10. 2015年9月18日発売[26]、ISBN 978-4-09-451572-5
  11. 2016年2月18日発売[27]、ISBN 978-4-09-451594-7

短編集
  - 『下ネタという概念が存在しない退屈な世界 ○EX』2016年7月25日発売[28]、ISBN 978-4-09-451620-3

### 漫画
- 赤城大空（原作） / 霜月えいと（キャラクター原案） / 柚木N'（作画） 『下ネタという概念が存在しない退屈な世界 マン●篇』 マッグガーデン〈ブレイドコミックス〉、全4巻
  1. 2015年2月18日発売[29]、ISBN 978-4-8000-0413-0
  2. 2015年6月18日発売[30]、ISBN 978-4-8000-0471-0
  3. 2015年8月25日発売[31]、ISBN 978-4-8000-0486-4
  4. 2016年4月9日発売[32]、ISBN 978-4-8000-0564-9

## テレビアニメ
2014年10月にアニメ化が発表され、2015年7月から9月まで放送された。ナレーションは速水奨が担当。AT-Xでは本放送開始前に特別番組『「下ネタという概念が存在しない退屈な世界」放送直前SP！下セカ・カリキュラム！』が放送され、ニコニコ動画でも「第0話」として配信された。
AT-X以外での放送分には、性的な箇所を登場人物のデフォルメ姿で隠すなどの修正が加えられている。エンドカードも同様に、過激な絵柄についてはトリミングなどの修正が加えられている。
2015年7月21日には、朝日新聞東京本社版朝刊に本作の全面広告が掲載された。
アンナ・錦ノ宮の声を担当した松来未祐は本作が生前最後に出演したアニメシリーズとなった。

### スタッフ
- 原作 - 赤城大空（小学館「ガガガ文庫」刊）[36]
- キャラクター原案 - 霜月えいと[36]
- 監督 - 鈴木洋平[36]
- シリーズ構成 - 横谷昌宏[36]
- キャラクターデザイン・総作画監督 - 藤井昌宏[36]
- 美術監督 - 水谷利春[11]
- 色彩設計 - 舩橋美香[11]
- 撮影監督 - 黒澤豊[11]
- 編集 - 後藤正浩[11]
- 音響監督 - 明田川仁[11]
- 音楽 - 立山秋航[11]
- 音楽制作 - スターチャイルドレコード[11]
- チーフプロデューサー - 中西豪[11]、大澤信博[11]
- プロデューサー - 須藤孝太郎[11]、川上竜太郎[11]
- アニメーション制作プロデューサー - 藤代敦士[11]
- アニメーション制作 - J.C.STAFF[36]
- プロデュース - ジェンコ[11]
- プロデュース協力 - EGG FIRM[11]
- 製作 - SOX（キングレコード、小学館、AT-X、クロックワークス、キュー・テック、フロンティアワークス、ジェンコ）

### 主題歌
オープニングテーマ「B地区戦隊SOX」
作詞・作曲 - 吟 / 編曲 - 長谷川智樹 / 歌 - SOX（小林裕介、石上静香、古川慎、村田太志、河西健吾）
第1話では未使用。第11話ではOPがない代わりに挿入歌として使用。毎回、中間部にその回のハイライトシーンが挿入される構成。第7話から中間部のナレーションが2番のものに差し替えられた（歌詞は1番のまま）。
エンディングテーマ「Inner Urge」
作詞・作曲 - 松浦勇気 / 編曲 - 橋本由香利 / 歌 - 上坂すみれ
毎回、終盤部のチーコラに新カットが挿入される。第6話では例のプールにおける実写ロケを行った。

### 評価
アニメ評論家の藤津亮太は本作について、「体液へのこだわり」がみられるとしている。実写では別の液体をそれらしく表現することしかできないが、アニメでは全て本物として表現することができることから、本作において「体液」はとてつもない存在感を発揮する。そのうえで面白い出来栄えになっているから、「体液」に対して性的興奮を覚えない層にもギリギリのラインで笑って視聴できるところに着地しているという。

### 各話リスト
| 話数   | サブタイトル                         | 脚本     | 絵コンテ | 演出       | 作画監督                                       |
| ------ | ------------------------------------ | -------- | -------- | ---------- | ---------------------------------------------- |
| 第1話  | 公序良俗は誰が為に                   | 横谷昌宏 | 鈴木洋平 | 鈴木洋平   | 藤井昌宏                                       |
| 第2話  | 妊娠のなぞ                           | 横谷昌宏 | 湖山禎崇 | 湖山禎崇   | 小松原聖                                       |
| 第3話  | 人の愛し方                           | 横谷昌宏 | 梶井瀬賀 | 梶井瀬賀   | 大木良一、李相振                               |
| 第4話  | 世界いわく、愛は正義                 | 横谷昌宏 | 篁蒼氓   | 本間修     | 中島美子、片岡康治 兼子秀敬、張益 田村健太郎   |
| 第5話  | 下ネタテロは誰が為に                 | 横谷昌宏 | 鈴木洋平 | 佐々木純人 | 小林典昭、松岡謙治 石井かおり、山田真也        |
| 第6話  | 手作りのぬくもり！                   | 赤城大空 | 篁蒼氓   | 笹原嘉文   | 村上雄、田内亜矢子 小林美由紀                  |
| 第7話  | SOXが作りし者                        | 横谷昌宏 | 橋本敏一 | 橋本敏一   | 大木良一、小松原聖 山本道隆                    |
| 第8話  | 悪魔が来たりてホラを吹く             | 横谷昌宏 | 湖山禎崇 | 湖山禎崇   | 山田真也、李相振                               |
| 第9話  | アンドロイドは電気アンマの夢を見るか | 横谷昌宏 | 梶井瀬賀 | 本間修     | 中島美子、兼子秀敬 片岡恵美子、田村健太郎      |
| 第10話 | ジイ級クエスト                       | 横谷昌宏 | 篁蒼氓   | 笹原嘉文   | 松岡謙治、小林典昭 森悦史、和田伸一 小林美由紀 |
| 第11話 | テクノブレイク                       | 横谷昌宏 | 鈴木洋平 | 鈴木洋平   | 村上雄、小林美由紀 山本道隆、松岡謙治          |
| 第12話 | 下ネタよ永遠に                       | 横谷昌宏 | 篁蒼氓   | 湖山禎崇   | 廣田茜、和田伸一 森悦史、田内亜矢子 小林典昭   |

### 放送局
| 放送期間               | 放送時間                     | 放送局     | 対象地域 | 備考                                               |
| ---------------------- | ---------------------------- | ---------- | -------- | -------------------------------------------------- |
| 2015年7月4日 - 9月19日 | 土曜 23:00 - 23:30           | AT-X       | 日本全域 | 製作委員会参加 / リピート放送あり 視聴年齢制限あり |
| 2015年7月5日 - 9月20日 | 日曜 1:30 - 2:00（土曜深夜） | TOKYO MX1  | 東京都   |                                                    |
| 2015年7月6日 - 9月21日 | 月曜 0:45 - 1:15（日曜深夜） | KBS京都    | 京都府   |                                                    |
|                        | 月曜 1:00 - 1:30（日曜深夜） | チバテレ   | 千葉県   |                                                    |
|                        |                              | tvk        | 神奈川県 |                                                    |
|                        |                              | テレ玉     | 埼玉県   |                                                    |
|                        | 月曜 1:30 - 2:00（日曜深夜） | サンテレビ | 兵庫県   |                                                    |
|                        | 月曜 2:05 - 2:35（日曜深夜） | テレビ愛知 | 愛知県   |                                                    |
| 2015年7月7日 - 9月22日 | 火曜 0:30 - 1:00（月曜深夜） | BS11       | 日本全域 | 『ANIME+』枠                                       |

| 放送期間                | 放送時間               | 放送局             | 対象地域                         | 備考                                                    |
| ----------------------- | ---------------------- | ------------------ | -------------------------------- | ------------------------------------------------------- |
| 2015年7月5日 - 9月20日  | 日曜 3:00 更新         | ビリビリ動画       | 中国大陸(香港、マカオ、台湾のみ) | 日本語、簡体字字幕あり                                  |
| 2015年7月7日 - 9月22日  | 火曜 12:00 更新        | バンダイチャンネル | 日本全域                         | 第1話無料、第2話以降有料 有料会員は全話見放題           |
| 2015年7月10日 - 9月25日 | 金曜 12:00 更新        | ニコニコチャンネル | 日本全域                         | 第1話無料、第2話以降1週間無料後削除 有料配信なし        |
| 2015年7月10日 - 9月25日 | 金曜 23:30 - 土曜 0:00 | ニコニコ生放送     | 日本全域                         |                                                         |
| 2015年7月24日 - 9月25日 | 金曜 12:00 更新        | GYAO!              | 日本全域                         | 第1話無料、第2話以降1週間無料 第1話 - 第3話同時配信開始 |

### BD / DVD
| 巻 | 発売日         | 収録話          | 規格品番   | 規格品番  |
| 巻 | 発売日         | 収録話          | BD         | DVD       |
| -- | -------------- | --------------- | ---------- | --------- |
| 1  | 2015年8月26日  | 第1話 - 第2話   | KIXA-90549 | KIBA-2209 |
| 2  | 2015年9月30日  | 第3話 - 第4話   | KIXA-90550 | KIBA-2210 |
| 3  | 2015年10月21日 | 第5話 - 第6話   | KIXA-90551 | KIBA-2211 |
| 4  | 2015年11月25日 | 第7話 - 第8話   | KIXA-90552 | KIBA-2212 |
| 5  | 2015年12月23日 | 第9話 - 第10話  | KIXA-90553 | KIBA-2213 |
| 6  | 2016年1月27日  | 第11話 - 第12話 | KIXA-90554 | KIBA-2214 |

### Webラジオ
『下ネタという概念が存在しない退屈なラジオ』のタイトルで、2015年7月2日から10月15日まで全16回をアニメイトTVにて毎週木曜日に配信した。パーソナリティは小林裕介（奥間狸吉 役）、石上静香（華城綾女 役）。2016年3月27日に発表された第2回アニラジアワードにて「BEST SEXY RADIO えっちなラジオ賞（新人枠）」を受賞した。
コーナー
- 下ネタという概念が存在しないメール - アニメ、ラジオの感想など、普通のお便りを紹介するコーナー。
- 下ネタという概念が存在しないジングル - ジングル中のパーソナリティによる短い掛け合いセリフをリスナーから募集。
- 下ネタという概念が存在しない単語 - 下ネタに聞こえてしまう言葉をリスナーから募集。
- 下ネタという概念が存在しない体験 - 下ネタ体験をリスナーから募集。
- 下ネタという概念が存在しない悩み - 悩み相談コーナーだが、悩みをさらけ出すだけで解決はしない。

ゲスト
- 第5回 - 新井里美（早乙女乙女 役）
- 第6回・第13回 - 後藤沙緒里（不破氷菓 役）

ラジオCD『TVアニメ「下ネタという概念が存在しない退屈な世界」ラジオCD』
- 2015年11月25日発売
- DISC-1：新規録りおろしラジオ
- DISC-2：第1回 - 第16回（過去配信回）